# E.I. - Belysningsvæsenets Luftværnsfilm
E.I. - Belysningsvæsenets Luftværnsfilm er en dansk oplysningsfilm fra 1940.

## Handling
Elektricitetsværkernes Ingeniørkontor fortæller om, hvilke forholdsregler, der bliver taget i København i forbindelse med forordningerne om mørklægning under Besættelsen.